# Kitzbühel (district)
Het district Kitzbühel is een van de acht bestuursdistricten (Bezirk) waarin de Oostenrijkse deelstaat Tirol is onderverdeeld. Het grenst in het noorden aan de Duitse deelstaat Bayern, in het westen aan het district Kufstein en het district Schwaz en in het oosten en zuiden aan het district Zell am See in de deelstaat Salzburg.

## Economie en infrastructuur
De economie van het district wordt gedomineerd door de dienstverlening, waarbij het toerisme centraal staat. Belangrijke toeristische centra zijn het gebied rondom Kitzbühel-Kirchberg en de dorpen in het Kaisergebergte.
Belangrijke industrieterreinen bevinden zich in St. Johann in Tirol, Fieberbrunn, Kirchdorf en Kitzbühel. De belangrijkste bedrijven richten zich op de houtindustrie, de bouw en de chemische industrie. Het district kenmerkt zich echter door een relatief hoog aandeel van forensen die in Duitsland (Beieren) en in Kufstein werken.

## Gemeenten
Het district Kitzbühel is opgedeeld in de volgende twintig gemeenten, waaronder de stad Kitzbühel:
- Aurach bei Kitzbühel (1203)
- Brixen im Thale (2574)
- Fieberbrunn (4180)
- Going am Wilden Kaiser (1730)
- Hochfilzen (1109)
- Hopfgarten im Brixental (5266)
- Itter (1060)
- Jochberg (1540)
- Kirchberg in Tirol (4958)
- Kirchdorf in Tirol (3492)
- Kitzbühel (8574)
- Kössen (3936)
- Oberndorf in Tirol (2334 )
- Reith bei Kitzbühel (1594)
- St. Jakob in Haus (635)
- St. Johann in Tirol (7961)
- St. Ulrich am Pillersee (1441)
- Schwendt (763)
- Waidring (1777)
- Westendorf (3454)

(aantal inwoners op 15 mei 2001)